# 平岡政樹
平岡 政樹（ひらおか まさき、1985年7月1日 - ）は、徳島県海部郡出身の元プロ野球選手（投手）。

## 来歴・人物

### プロ入り前
高3春の第75回選抜高等学校野球大会で最速147km/hを記録し、徳島商をベスト4に導く活躍をみせ、右の本格派として注目される。また、豪打で知られる智弁和歌山打線を甲子園で完封した初めての投手となった。
2003年のドラフト会議で読売ジャイアンツから4巡目指名を受け入団。

### プロ入り後
2004年4月28日の対ヤクルトスワローズ戦でプロ入り初登板。巨人の高卒の新人では堀内恒夫以来38年ぶりの4月登板、試合は11対2で巨人が勝利（平岡に勝ち負けはつかず）。
しかし、その後右肩を痛め、リハビリを開始するものの思うように回復せずに、2005年に戦力外通告を受ける。
2006年は、育成選手として契約されるも試合で投げられるまでは回復せず、再び戦力外通告を受けた。

### 現役引退後
引退後は、巨人の球団職員としてジャイアンツアカデミー（幼児から小学6年生までを対象にした野球教室）の投手コーチを務める傍ら、受験勉強を行い大学を受験。専修大学商学部に入学し2011年3月に卒業。教育実習は母校の徳島商業高校で行った。2018年からはジャイアンツジュニアのマネージャーを務め、2020年からは巨人の一軍サブマネージャー、2022年から三軍マネジャー。

## 詳細情報

### 年度別投手成績
| 年 度     | 球 団     | 登 板 | 先 発 | 完 投 | 完 封 | 無 四 球 | 勝 利 | 敗 戦 | セ 丨 ブ | ホ 丨 ル ド | 勝 率 | 打 者 | 投 球 回 | 被 安 打 | 被 本 塁 打 | 与 四 球 | 敬 遠 | 与 死 球 | 奪 三 振 | 暴 投 | ボ 丨 ク | 失 点 | 自 責 点 | 防 御 率 | W H I P |
| --------- | --------- | ----- | ----- | ----- | ----- | -------- | ----- | ----- | -------- | ----------- | ----- | ----- | -------- | -------- | ----------- | -------- | ----- | -------- | -------- | ----- | -------- | ----- | -------- | -------- | ------- |
| 2004      | 巨人      | 7     | 1     | 0     | 0     | 0        | 0     | 1     | 0        | --          | .000  | 52    | 12.0     | 15       | 3           | 1        | 0     | 2        | 10       | 0     | 0        | 6     | 6        | 4.50     | 1.33    |
| 通算：1年 | 通算：1年 | 7     | 1     | 0     | 0     | 0        | 0     | 1     | 0        | --          | .000  | 52    | 12.0     | 15       | 3           | 1        | 0     | 2        | 10       | 0     | 0        | 6     | 6        | 4.50     | 1.33    |

### 記録
- 初登板：2004年4月28日、対ヤクルトスワローズ5回戦（明治神宮野球場）、9回裏に2番手で救援登板・完了、1回無失点
- 初奪三振：同上、9回裏に野口祥順から空振り三振
- 初先発：2004年6月27日、対ヤクルトスワローズ13回戦（明治神宮野球場）、4回4失点で敗戦投手

### 背番号
- 60 （2004年 - 2005年）
- 100 （2006年）